# LaMetropole.com
Vous pouvez aider à l'améliorer ou bien discuter des problèmes sur sa page de discussion.
- Il semble être autobiographique ou autocentré et avoir fait l'objet de modifications substantielles, soit par le principal intéressé, soit par une personne en lien étroit avec le sujet. Il peut être nécessaire de l'améliorer pour respecter le principe de neutralité de point de vue. (Marqué depuis oui)

Vous pouvez aider à l'améliorer ou bien discuter des problèmes sur sa page de discussion.
- Son admissibilité est à vérifier. Vous êtes invité à le compléter pour expliciter son admissibilité, en y apportant des sources secondaires de qualité. (Marqué depuis août 2025)
- Il ne s’appuie pas, ou pas assez, sur des sources secondaires ou tertiaires. (Marqué depuis août 2025)

- Archive Wikiwix
- Bing
- Cairn
- DuckDuckGo
- E. Universalis
- Gallica
- Google
- G. Books
- G. News
- G. Scholar
- Persée
- Qwant
- (zh) Baidu
- (ru) Yandex

La Métropole (stylisé LaMetropole.com) est un webmagazine culturel indépendant québécois fondé en 1998 à Montréal. Il est dirigé par son rédacteur en chef Alain Clavet et couvre principalement l’actualité culturelle, artistique, sociale et politique, avec un intérêt marqué pour le Grand Montréal et le Quartier des spectacles.
De 2007 à 2017, La Métropole a également publié une version imprimée hebdomadaire régionale.

## Historique
Issu à l’origine d’un journal de quartier dans le Vieux-Montréal, le média a été racheté par Stéphane Maestro, qui en a assuré le développement en tant que magazine web avant de lancer la version papier en 2007. Le lancement officiel de l’hebdomadaire sur le thème des années folles s’est déroulé à l’Hôtel Place d’Armes.
Aujourd'hui, Alain Clavet est rédacteur en chef du média.

## Organisation
Sous la direction d’Alain Clavet, l’équipe de La Métropole regroupe journalistes, chroniqueurs et correspondants basés dans plusieurs régions du Québec (Montréal, Trois-Rivières, Québec, Saguenay–Lac-Saint-Jean).

## Podcast et contenu audio
Depuis 2025, le média offre également des épisodes audios générés par l'intelligence artificielle. Ceux-ci résument les articles de la semaine via des plateformes telles que Spotify.

## Prix et distinctions
En 2010, le média a remporté le grand prix de la catégorie **Meilleur design visuel** lors de la 33e édition des *Prix du magazine canadien* à Toronto.